# Однокоренные слова
Однокоренны́е слова́ (однокорневы́е слова́) — слова (лексемы) с одинаковым корнем разных частей речи (красный, краснота, краснеть, красно) или одной и той же части речи, но с разными приставками и суффиксами (красный, прекрасный, красноватый, красненький).
Не являются однокоренными слова с омонимичными корнями (водить и вода), а также различные словоформы одной и той же лексемы, образующиеся при помощи словоизменительных показателей (вода, воду, водой).
Между однокоренными словами могут устанавливаться отношения словообразовательной мотивации, при которых значение одного слова определяется через значение другого (победить — победитель — тот, кто победил) или тождественно значению другого во всех своих компонентах, кроме грамматического значения части речи (бежать — бег). Однокоренные слова образуют такие структуры словообразования, как словообразовательные пары, словообразовательные цепочки, словообразовательные парадигмы и словообразовательные гнёзда.